# 馬里奧·納西門托
馬里奧·豪爾赫·馬西埃爾·佩雷拉·納西門托（Mario Jorge Maciel Pereira Nascimento，1979年11月11日—），生於巴西，已退役巴西足球運動員，司職前鋒。

## 簡歷
馬里奧於2009年來港加盟甲組地區球會天水圍飛馬，並在該季協助飛馬奪得足總盃冠軍，而球季完結後返回祖國加盟巴西丁組聯賽球會彭拿路。

## 球會榮譽
彭拿路
- 亞馬遜州聯賽冠軍（英语：Campeonato Amazonense）（2011年）

天水圍飛馬
- 香港足總盃冠軍（2009–10季度）

## 外部連結
- 香港足球總會網頁球員註冊資料 （页面存档备份，存于）